# Novalja
Novalja je naselje in občina s statusom mesta (hrv. Grad) in istoimenski zaliv s pristaniščem na hrvaškem otoku Pag; upravno spada v Liško-senjsko županijo.
Upravno območje mesta Novalja ima 3680 prebivalcev (po popisu iz leta 2021), samo mesto pa 2415, kar je največ v zgodovini.

## Geografija
Novalja je turistično mesto z manjšim pristaniščem, ki leži ob istoimenskem lepem zalivu na jugozahodnem delu otoka. Stari del mesta je strnjeno grajen v primorskem slogu. Kraj obdaja borov gozdiček, s peščeno in z nekaj prodnatimi  plažami v bližnjih zalivih. Od nekdanjega rimskega mesta Cissa, današnja Caska je oddaljena okoli 2 km. Novalja je s cesto povezana z ostalimi kraji na otoku, do Paga je okoli 20 km.
V dnu zaliva leži pristanišče, ki je dobro zavarovano pred severozahodnimi in jugovzhodnimi vetrovi. Pristanišče varujeta dva valobrana. Za prvim so »mooringi« za 20 plovil in dvigalo do 5 t. Dobro sidrišče je tudi sredi zaliva, kjer je morje globoko do 8 m.
Na urejeni obali pred pošto stoji svetilnik, ki oddaja svetlobni signal: RZ Bl 3s. Nazivni domet svetilnika je 3 milje.

## Naselja
V sestav mesta spada 10 naselij (stanje 2021), to so: Caska, Gajac, Kustići, Lun, Metajna, Novalja, Potočnica, Stara Novalja, Vidalići in Zubovići.

## Prebivalstvo
V desetih naseljih, ki sestavljajo Novaljo, stalno živi 3335, v samem naselju Novalja pa 2078 prebivalcev (popis 2001).
| Pregled števila prebivalcev po letih | Pregled števila prebivalcev po letih | Pregled števila prebivalcev po letih | Pregled števila prebivalcev po letih | Pregled števila prebivalcev po letih | Pregled števila prebivalcev po letih | Pregled števila prebivalcev po letih | Pregled števila prebivalcev po letih | Pregled števila prebivalcev po letih | Pregled števila prebivalcev po letih | Pregled števila prebivalcev po letih | Pregled števila prebivalcev po letih | Pregled števila prebivalcev po letih | Pregled števila prebivalcev po letih | Pregled števila prebivalcev po letih |
| ------------------------------------ | ------------------------------------ | ------------------------------------ | ------------------------------------ | ------------------------------------ | ------------------------------------ | ------------------------------------ | ------------------------------------ | ------------------------------------ | ------------------------------------ | ------------------------------------ | ------------------------------------ | ------------------------------------ | ------------------------------------ | ------------------------------------ |
| 1857                                 | 1869                                 | 1880                                 | 1890                                 | 1900                                 | 1910                                 | 1921                                 | 1931                                 | 1948                                 | 1953                                 | 1961                                 | 1971                                 | 1981                                 | 1991                                 | 2001                                 |
| 714                                  | 1006                                 | 915                                  | 1071                                 | 1011                                 | 1428                                 | 1428                                 | 1988                                 | 1958                                 | 1981                                 | 1859                                 | 1834                                 | 1775                                 | 1912                                 | 2078                                 |

## Gospodarstvo
Glavna gospodarska dejavnost je turizem. V kraju sta dva hotela: H.Liburnija in H.Loža in dva kampa: Straško in Dražica.

## Zgodovina
Današnja Novalja stoji na mestu antičnega naselja Novalia, ki je bilo pristanišče rimskega mesta Cisse. Do današnjih dni se je ohranil rimski podzemni vodovod imenovan »Talijanova buža«, zgrajen v 1. stoletju.
V starem mestnem središču so ostanki starokrščanske bazilike in predromanske cerkve postavljene v obdobju med 9. in 10. stoletjem.
V Gaju zaselku severno od Novalje so ohranjeni ostanki zidov in mozaika enoladijske cerkve postavljene v 5 stoletju.